# Erell
Cet article possède des paronymes, voir Airelle, EIREL, Erelle, Erhel et RL.
Cette page présente le prénom Erell ainsi que ses variantes.
Erell est un prénom féminin.

## Occurrence
Le prénom Erell est très rare en France. L'année où il y a eu le plus de prénoms Erell donnés est 2007 (74).

## Étymologie
- Prénom féminin du celte « ereel »  qui signifie « lien ». Traditionnellement, ce prénom est donné aux premières-nées d'une fratrie.
- Du breton « erer » signifiant « aigle ».
- D'origine et de signification incertaines, bien qu'un lien avec le vieil irlandais er "haut ; noble ; grand" ait été suggéré.

Sa fête est souhaitée le 15 septembre.